# Odostomia churchi
Odostomia churchi är en snäckart som beskrevs av A. G. Smith och M. Gordon 1948. Odostomia churchi ingår i släktet Odostomia och familjen Pyramidellidae. Inga underarter finns listade i Catalogue of Life.